# Цуканов, Николай Валерьевич
Николай Валерьевич Цука́нов (род. 31 июля 1972, Ульяновск) — российский самбист, бронзовый призёр чемпионата России по боевому самбо, мастер спорта России. С 2018 по 2019 годы — министр физической культуры и спорта Ульяновской области.

## Биография
Родился 31 июля 1972 года в Ульяновске. В 1992—1993 годах проходил срочную службу в дивизии особого назначения имени Ф. Э. Дзержинского. Участвовал в урегулировании осетино-ингушского конфликта.
С 1993 по 2011 годы служил в отделе специального назначения УФСИН России по Ульяновской области. Дослужился до должности заместителя начальника отдела. Имеет специальное звание — подполковник внутренней службы.
Окончил Рязанскую академию права и управления ФСИН России, Российский международный олимпийский университет, Уральский институт повышения квалификации и переподготовки.
После увольнения в запас работал директором спортивного клуба ООО «ФОРМА». Вместе с тем, с 2012 по 2015 годы являлся региональным представителем Ночной хоккейной лиги. С 2015 года является президентом Ульяновской федерации хоккея с шайбой.
В сентябре 2018 года был назначен министром физической культуры и спорта Ульяновской области. Покинул этот пост в начале октября 2019 года из-за госпитализации.
1 февраля 2020 года избран на пост исполнительного директора регионального отделения Российского союза боевых искусств.
Член Общественной палаты Ульяновской области.

## Спортивные результаты
- Всероссийский турнир по боевому самбо на призы Героя России, генерал-полковника А. А. Романова — [7];
- Чемпионат России по боевому самбо 2008 года — ;

Кроме того:
- пятикратный призёр первенств чемпионата России по рукопашному бою;
- сертифицированный тренер по борьбе самбо и ММА;
- спортивный судья по комплексному единоборству I категории;

## Награды и звания
- мастер спорта России по борьбе самбо[3];
- медаль «За отвагу»;
- медаль «За отличие в охране общественного порядка»;
- медаль «За отличие в воинской службе» II степени;
- медаль «За доблесть» I степени;
- медали «За усердие» I и II степени;
- медаль «За отличие в службе» III степени;
- медаль «За вклад в развитие уголовно-исполнительной системы России» I степени;
- удостоен права ношения крапового берета.